# Havaj (okres Stropkov)
Havaj je obec na Slovensku v okrese Stropkov.  Žije zde 425 obyvatel.

## Poloha
Leží v Laborecké vrchovině v údolí Polianského potoka. Zalesněný povrch je mírně členitý a je tvořen vrstvami flyše. Nadmořská výška se pohybuje v rozmezí 220–542 m, střed obce je ve výšce 296 m n. m.

## Sousední obce
Sousedními obcemi jsou na severu Vladiča, na severovýchodě Miková, na východě Roškovce, na jihovýchodě Bystrá, na jihu Varechovce, na jihozápadě Veľkrop, na západě Makovce a na severozápadě Staškovce.

## Historie
První písemná zmínka o obci je z roku 1403, kde je uvedena jako Vagayech, v roce 1430 byla uváděna jako Howay a v roce 1454 jako Havvay, od roku 1773 je uváděna jako Havaj. 
Obec byla založena na zákupním právu. Od roku 1430 do 18. století náležela k hradnímu panství Stropkov. V roce 1787 žilo 279 obyvatel v 44 domech, v roce 1828 žiloc 341 obyvatel v 45 domech. Hlavní obživou bylo uhlířství, práce v lesích a formanství.

## Znak
Na klasickém štítu leží v dolní čtvrtině na zeleném poli dvě zkřížené sekery. Nad nimi v bílém poli kouřící milíř a po jeho stranách dva zelené stromy.

## Pamětihodnosti
Řeckokatolický chrám Sv. Mikuláše, z roku 1825 – národní kulturní památka Slovenska.

## Ostatní
Obec je od roku 2003 členem mikroregionu Horná Oľka.